# Александар Жигић
Александар Жигић (Шабац, 2. март) српски је и амерички новинар. Вишегодишњи је дописник Радио-телевизије Србије из Сједињених Америчких Држава. Уредник је и водитељ програма Радио „Авале” Чикаго, путем таласа радио-станице „WNDZ”, затим седмичне ауторске ТВ емисије „Разгледница из Америке” и веб-портала „Avala News”.

## Биографија
Александар Жигић је рођен у Шапцу, али се његова породица преселила у Београд када му је било седам година. У престоници је завршио основну школу, прва два разреда Девете гимназије „Михаило Петровић Алас” и друга два Треће београдске гимназије (тада Осме). Потом је дипломирао енглески језик и књижевност на Филолошком факултету. Жељан знања и искуства, 1989. је отишао на постдипломске студије у САД.
Школовање је наставио на Универзитету Сиракјус, где је, током магистарских студија, био асистент. Касније је радио као професор радијског и телевизијског новинарства на Универзитету „Чепмен” у Оринџу, Калифорнија. Новинарску каријеру је претежно градио на источној обали Америке – у Вашингтону, Атланти и Чикагу.

## Новинарски рад
По сопственом признању, новинарство га је занимало од раних дана. Маштање о вођењу емисија почело је када му је било свега девет година. Опонашао је интервјуере разговарајући са укућанима и снимајући их диктафоном. Већ са петнаест, иако средњошколац, започео је професионалну каријеру на студентском Радио „Индексу 202” и Радио „Студију Б”. Чувши за Жигићеву рубрику „Пет минута за усмерењаке”, уредник ТВ Београд Младен Поповић га је позвао да води новогодишњи програм, а онда и популарну музичку емисију „Хит месеца”, која је реализована по узору на британски „Top of the Pops”.
Тако се за Жигића чуло широм бивше Социјалистичке Федеративне Републике Југославије. Нажалост, због служења војног рока, то ангажовање је трајало тек годину дана, али је остало упамћено од стране бројних гледалаца иако су видео-рикордери били реткост. По одслужењу војног рока, од 1983. до 1989. водио је и уређивао програм Радио „Индекса 202”, неколико серија у оквиру школског програма и репортажа за „Недељно поподне” и друге емисије ТВ Београд. Био је новинар и репортер Радио Београда 1, Радио Београда 2 и Радио Београда 202. Само три месеца пре одласка из Србије, у улози кооснивача и спикера, изговорио је прве речи у студију Радија „Б92”, на дан почетка његовог емитовања 15. маја 1989.

### Каријера у Америци
Да новинарски посао настави у иностранству, Америци или Европи, инспирисао га је Горан Милић, који се јављао у његову емисију из Њујорка. Жигић је основао Српски радио Лос Анђелес 1993. године и Српски радио Чикаго 1995. Од 1995. до 1998. је паралелно извештавао за Глас Америке на српском језику и кабловску и сателитску телевизију „C-SPAN” о догађајима у Конгресу САД и другим релевантним дешавањима у главном граду. Доцније је у Атланти, као новинар и уредник, пет и по година радио за CNN, а после доласка у Чикаго годину дана за Fox, исто толико за CBS и пет година за NBC. Дописник Радио-телевизије Србије је од 2008.
Данас уређује веб-портал „Avala News”, који обједињује његов радијски и телевизијски посао – пре свега програм Радио „Авале” Чикаго и емисију „Разгледница из Америке”. Путем интернета и мобилне апликације, „Avala News” перманентно емитује репортажни програм.
Жигић је аутор многобројних репортажа са разних догађаја (од изборних митинга и активности српске заједнице до свакодневних збивања) у САД, Канади и другим деловима света, због чега је реченица: „Из Чикага извештава Александар Жигић” постала препознатљива међу публиком. Последњих година, пажњу су привукли његови ексклузивни интервјуи са значајним личностима, нарочито са успешним спортистима – Новаком Ђоковићем и најкориснијим играчем НБА-а лиге Николом Јокићем.
Добитник је награде америчког Друштва професионалних новинара (енгл. Society of Professional Journalists) за текст о распаду комунизма у Источној Европи, Повеље Матице исељеника и Срба у региону и признања „Златна значка” Културно-просветне заједнице Србије јер је „својим медијским радом допринео ширењу српске културе и чувању традиције и српског језика у дијаспори и шире”.
У чланку о Радио „Индексу 202”, уз тврдњу да се ради о најпопуларнијем радијском програму источне Европе, чувени часопис „Time” је објавио цитат и фотографију Александра Жигића.
Увршћен је у „Енциклопедију националне дијаспоре”, коју уређује Иван Калаузовић Иванус.
Ожењен је и отац је троје деце.